# Основа (Черниговская область)
Основа (укр. Основа) — посёлок в Талалаевском районе Черниговской области Украины. Население — 151 человек. Занимает площадь 0,782 км².
Код КОАТУУ: 7425383502. Почтовый индекс: 17202. Телефонный код: +380 4634.

## Власть
Орган местного самоуправления — Сильченковский сельский совет. Почтовый адрес: 17260, Черниговская обл., Талалаевский р-н, с. Старая Талалаевка, ул. Ватутина, 34а.

## История
До советской власти назывался хутор Свильского